# Sideritis velayosiana
Sideritis velayosiana là một loài thực vật có hoa trong họ Hoa môi. Loài này được Peris & al. miêu tả khoa học đầu tiên năm 1995.